# Тук (річка)
Тук (фр. вимова: [tuk] ( прослухати)) — невелика прибережна річка в Pays d'Auge в Нормандії, Франція довжиною 108 км. Річка Тук офіційно є судноплавною до Бельзького мосту, 800 м від її гирла. Його джерело знаходиться на пагорбах Перш, на південь від Гасе. Річка тече на північ і впадає в Ла-Манш між комунами Довіль і Трувіль-сюр-Мер на північному заході Кальвадосу. Два порти, порт Трувіль-сюр-Мер і порт Довіль, розташовані в гирлі річки один навпроти одного.
Річку Тук було перекинуто та вирівняно наприкінці 19 століття, а сусідні болота висушили та забудували. Станція Трувіль-Довіль побудована на колишньому руслі річки.
Стіна портового доку Трувіля була перебудована наприкінці 1990-х років через ерозію кам'яної стіни доку.